# Capability Brown (Band)
Capability Brown war eine britische Progressive-Rock-Band, die Anfang der 1970er Jahre aktiv war. Die sechsköpfige Gruppe zeichnete sich durch ausgefeilten Chorgesang aus. Jedes der Bandmitglieder sang und spielte mehrere Instrumente. Sie benannten sich nach dem gleichnamigen Landschaftsarchitekten aus dem 18. Jahrhundert.

## Geschichte
Die Gruppe entstand 1971, die Mitglieder waren Tony Ferguson (Gitarre, Bass), Dave Nevin (Keyboard, Gitarre, Bass), Kenny Rowe (Bass, Percussion), Grahame White (Gitarre, Laute, Balalaika, Keyboard), Joe Williams (Percussion) und Roger Willis (Schlagzeug, Keyboard). Ferguson und Nevin schreiben die meisten Stücke der Band, zu deren Repertoire auch Cover weniger bekannter Rocksongs gehörten, etwa Beautiful Scarlet und Redman von Rare Bird, Liar von Argent, I Am and So Are You von Affinity und Midnight Cruiser von Steely Dan.
Nach ihrem vielversprechenden zweiten Album gingen Ferguson, White und Willis 1974 mit Christie auf Tour. Das war das Ende von Capability Brown.

## Diskografie
Alben
- 1972: From Scratch
- 1973: Voice